# 特洛伊鎮區 (愛荷華州克拉克縣)
特洛伊鎮區（英語：Troy Township）是位於美國愛荷華州克拉克縣的一個行政鎮區。

## 地方資料
根據2010年美國人口普查的數據，特洛伊鎮區的面積為93.51平方千米，當中陸地面積為93.38平方千米，而水域面積為0.13平方千米。當地共有人口1021人，而人口密度為每平方千米10.92人。